# Call of Duty (trò chơi điện tử)
Call of Duty là một trò chơi bắn súng góc nhìn thứ nhất được phát triển bởi Infinity Ward và phát hành bởi Activision. Đây là phiên bản đầu tiên trong loạt game Call of Duty. Game được ra mắt trên hệ PC vào ngày 29 tháng 10 năm 2003.
Trò chơi mang yếu tố giả lập quân sự, lấy thời điểm Chiến tranh thế giới thứ 2, và được sử dụng engine đồ họa id Tech 3. Nhiều yếu tố trong game như giao diện và gameplay có sự tương đồng với dòng game Medal of Honor. Cũng giống như Medal of Honor, game cho phép người chơi tham gia chiến sự ở nhiều nơi khác nhau trong game như Anh, Mỹ, hay Liên bang Xô-viết trong giai đoạn Chiến tranh thế giới thứ hai.
Trò chơi có sự xuất hiện những đồng đội máy do AI điều khiển. Chúng hỗ trợ người chơi trong các nhiệm vụ và tham gia vào những cuộc đối thoại, không giống như những trò chơi bắn súng góc nhìn thứ nhất (first-person-shooter) trước đó chỉ cho phép người chơi thực hiện các nhiệm vụ một cách đơn độc. Nhiều người trong số những thành viên của Infinity Ward - đội ngũ phát triển đã từng tham gia vào việc sản xuất tựa game Medal of Honor: Allied Assault.
Vào tháng 9 năm 2004, một phiên bản mở rộng mang tên Call of Duty: United Offensive đã được ra mắt. Được phát triển bởi Gray Matter Interactive và Pi Studios, do Activision phát hành, gói mở rộng này đã nhận được nhiều phản hồi tích cực. Một phiên bản nâng cấp đồ họa của Call of Duty mang tựa đề Call of Duty: Classic đã được ra mắt trên PlayStation 3 và Xbox 360 vào tháng 11 năm 2009, đi kèm với trò chơi Call of Duty: Modern Warfare 2 trong các phiên bản "Hardened Edition" và "Prestige Edition".

## Tiếp nhận

### Đánh giá
Call of Duty đã nhận được "sự hoan nghênh của giới phê bình", theo trang tổng hợp đánh giá Metacritic. Game đã giành được một số giải thưởng "Game of the Year" (Game của năm) cho năm 2003 từ nhiều nhà phê bình.
GameSpot gọi Call of Duty là một trong những game PC hay nhất tháng 10 năm 2003.
Tạp chí Computer Games Magazine đã gọi Call of Duty là trò chơi máy tính hay thứ sáu trong năm, các biên tập viên viết, "Trò chơi này đã nâng cao vị thế của mình trong đấu trường game bắn súng Thế chiến II, và biến mọi thứ trước đây trở nên lỗi thời như quân đội của Pháp."
Các biên tập viên của Computer Gaming World đã trao cho Call of Duty giải thưởng "Game bắn súng của năm" vào 2003. Họ nhận xét, "Call of Duty đã chiến thắng hạng mục này mà không cần một phát súng nào - đơn giản là không có gì phải bàn cãi." Tựa game cũng được đề cử cho giải "Trò chơi hay nhất" tại Game Developers Choice Awards. Mặc dù không nhận được giải thưởng, nhưng nó đã giúp studio Infinity Ward - một studio còn khá non trẻ thời điểm ấy - giành được giải "Studio tân binh của năm". Chuck Russom cũng đã được trao giải thưởng "Âm thanh xuất sắc" cho vai trò của mình.
IGN đánh giá game 9.3 điểm (trên thang 10), reviewer Dan Adams phát biểu, "Bạn sẽ thích một trò chơi làm bạn không thể rời ghế, và khiến bạn vô cùng hứng thú... Một thứ phần mềm ly kỳ, hồi hộp mà người hâm mộ hành động không thể bỏ lỡ." Điểm trừ duy nhất trong bài review của anh ấy nằm ở thời lượng chơi ngắn, thứ mà cũng nhiều bài đánh giá đã chỉ ra.
Phiên bản trên hệ máy N-Gage nhận được đánh giá trung bình trên trang Metacritic.